# Ред Булл Арена (Вальс-Зиценхайм)
«Ред Булл Аре́на» (нем. Red Bull Arena) — футбольный стадион в Вальс-Зиценхайме, пригороде Зальцбурга. Домашний стадион футбольного клуба «Ред Булл Зальцбург». Вмещает 31 895 зрителей.
Стадион был открыт 8 марта 2003 года. В 2008 году на стадионе прошли 3 матча группы D чемпионата Европы по футболу. Во время чемпионата Европы и до него стадион назывался «Вальс-Зи́ценхайм» (нем. EM-Stadion Wals-Siezenheim). Во всех трёх матчах Евро-2008 на стадионе выступала сборная Греции и трижды проиграла (Швеции — 0:2, России — 0:1, Испании — 1:2).